# Ragan
Ragan – wieś w Stanach Zjednoczonych, w stanie Nebraska, w hrabstwie Harlan.